# Saint-Julien-de-Concelles
Saint-Julien-de-Concelles är en kommun i departementet Loire-Atlantique i regionen Pays de la Loire i nordvästra Frankrike. Kommunen ligger i kantonen Le Loroux-Bottereau som tillhör arrondissementet Nantes. År 2022 hade Saint-Julien-de-Concelles 7 768 invånare.

## Befolkningsutveckling
Antalet invånare i kommunen Saint-Julien-de-Concelles
| Referens: INSEE |